# Paul Chang Chung
Paul Chang Chung est un acteur chinois ayant fait carrière à Hongkong et à Taiwan.

## Biographie
Né en 1931, il commence sa carrière au sein de l'organisation Shaw Brothers dans les années 1950.
Tirant parti de son physique avenant, il incarne souvent des hommes séduisants à la virilité positive donnant la réplique aux stars féminines du studio, au moins dans la première partie de sa carrière.
Il tient les premiers rôles à la fin des années 1950 et au début des années 1960 dans une série de productions tournées en Malaisie et Singapour (en mandarin ou en malais) à destination de ce marché.
À la fin des années 1960 il joue dans des films d’espionnage, ce qui le fait parfois surnommer « le Jacques Bond hongkongais ».
Il quitte la Shaw à la fin des années 1960, peut-être à la suite de la montée de nouveaux acteurs spécialisés dans les films d’arts martiaux qui rencontrent alors un succès grandissant, et rejoint les studios Cathay. Ces derniers ferment cependant leurs portes peu après et Chang poursuit alors sa carrière en indépendant, participant à des films produits par la Golden Harvest entre autres.
Au cours des années 1970, il fonde sa propre maison de production avec son frère et tourne quelques films en tant que réalisateur.
À partir des années 1980 il tourne aussi pour la télévision.
Il meurt en 2010.

## Filmographie
Chang Chung a joué dans environ 175 films, dont :
- 1965 : Crocodile River (film, 1965), avec Li Ting : Qi You-di, un jeune homme séduisant
- 1965 : Sons of Good Earth
- 1967 : Auntie Lan : M. Liang, un riche manager
- 1967 : The Black Falcon, avec Jenny Hu : un agent des services de renseignements
- 1967 : Operation Lipstick, avec Cheng Pei-pei : un agent des services de renseignements
- 1967 : Hong Kong Nocturne : un présentateur (cameo)
- 1967 : Kiss and Kill : un agent des services de renseignements
- 1967 : en:The Million Eyes of Sumuru
- 1971 : Les 8 Invincibles du kung fu : monsieur He, un justicier expert du jiang
- 1971 : Vengeance of a Snow Girl : un des frères Gao
- 1972 : L'Épée de la puissance : le général Yueh Fei
- 1972 : Wang Yu et Miss Karaté se déchaînent
- 1973 : Wang Yu fait rougir le fleuve Jaune
- 1975 : L'Attaque dura cinq jours
- 1982 : Dragon Lord : le père de Cowboy
- 1984 : Soif de justice
- 1985 : Police Story : le juge
- 1985 : Le Flic de Hong Kong : un chef de gang
- 1986 : Shanghaï Express
- 1992 : Center Stage : patron des studios Lianhua